# День независимости Индии
День независимости Индии (хинди स्वतंत्रता दिवस) — государственный праздник Республики Индии, посвящённый приобретению независимости страны от Соединённого Королевства в 1947 году. Празднуется 15 августа.

## История
20 февраля 1947 года премьер-министр Великобритании Клемент Эттли заявил, что британское правительство предоставит Британской Индии полную независимость самое позднее — к июню 1948 года. 
После переговоров со всеми заинтересованными сторонами генерал-губернатор Индии Луис Маунтбеттен 3 июня 1947 года представил план раздела Британской Индии на два независимых государства: мусульманское и индуистское. 
На основе этого плана британский парламент разработал и принял Акт о независимости Индии (он же План Маунтбеттена), который получил королевское одобрение 18 июля 1947 года. 
В полночь 14/15 августа 1947 года Индия (Индийский Союз) стала независимым государством.

## Церемония празднования
Основные церемонии проходят в Нью-Дели, где премьер-министр Индии поднимает национальный флаг над Красным фортом и с его стен произносит транслируемую телевидением на всю страну речь, в которой рассказывает о достижениях правительства за прошедший год, поднимает важные вопросы и говорит о направлениях дальнейшего развития. 
Важной частью празднования Дня независимости Индии является красочное шествие, демонстрирующее культурное многообразие Индии, достижения страны в науке и технике, её военные возможности.